# Pierre Hippolyte Raynaud
Pour les articles homonymes, voir Raynaud.
Pierre Hippolyte Raynaud est un homme politique français né le 17 avril 1795 à Chareil (Allier) et mort le 15 juillet 1876 à Cressanges (Allier). Il est député de l'Allier sous la monarchie de Juillet.

## Biographie
Pierre Hippolyte Raynaud descend du côté paternel comme du côté maternel de familles bourgeoises de la région de Gannat et de Chantelle. Son père, Claude Raynaud (1765-1838), a été maire de Chareil sous l'Empire ; en 1793, il fit l'acquisition des châteaux de Blanzat et de La Rivière, à Chareil, vendus comme biens nationaux. Son grand-père maternel, Philibert Delesvaux (1745-1791), était président du grenier à sel de Gannat. Pierre Hippolyte Raynaud était le petit-neveu de Joseph Hennequin, maire de Gannat, député de l'Allier.
Avocat à Gannat, il est député de l'Allier de 1830 à 1834 et de 1839 à 1842, siégeant au centre et soutenant la monarchie de Juillet. Il a aussi été président du conseil général de l'Allier.
En 1842, il quitta la vie politique et se retira dans la propriété qu'il possédait à Cressanges.